# Tony Leung Chiu-wai
Ne doit pas être confondu avec Tony Leung Ka-fai.

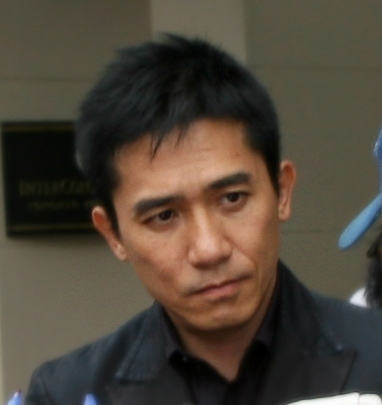
Tony Leung Chiu-wai au Festival international du film de Toronto en 2007.

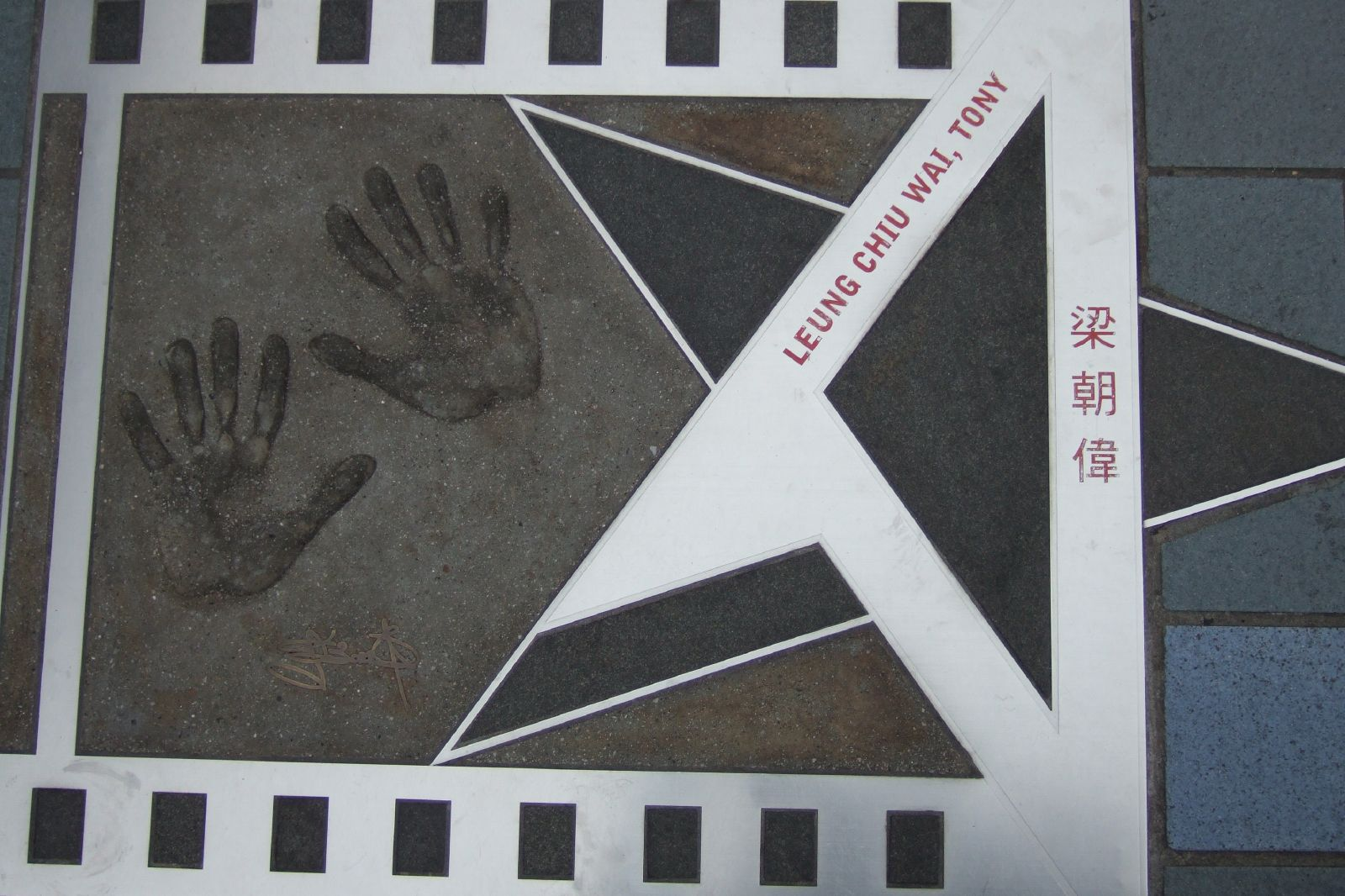
Empreintes de mains et autographe sur l'Avenue des Stars de Hong Kong.

Tony Leung, de son vrai nom Leung Chiu-wai (梁朝偉, né le 27 juin 1962), est un acteur et chanteur chinois. Il a remporté de nombreux prix prestigieux, dont le Prix d'interprétation masculine du Festival de Cannes pour son rôle dans In the Mood for Love (2000) de Wong Kar-wai. Généralement considéré comme l'un des meilleurs acteurs chinois et hongkongais de sa génération, il est désigné comme l'un « 25 plus grands acteurs asiatiques de tous les temps » par CNN. 
Il est connu pour sa collaboration avec le réalisateur Wong Kar-wai, avec qui il a travaillé sur sept films dont Chungking Express (1994), Happy Together (1997), In the Mood for Love (2000), et The Grandmaster (2013). Il est également apparu dans des films primés du Lion d'or de la Mostra de Venise, tels que La Cité des douleurs (1989), Cyclo (1995) et Lust, Caution (2007) d'Ang Lee et a joué dans le film Hero (2002), nommé aux Oscars, et dans les succès au box-office À toute épreuve (1992) et Infernal Affairs (2002). Récemment, pour l'univers cinématographique Marvel, il incarne le principal antagoniste dans Shang-Chi et la Légende des Dix Anneaux (2021).
En plus de son Prix d'interprétation masculine du Festival de Cannes, Leung a également remporté sept Hong Kong Film Awards et trois Golden Horse Film Awards, détenant le record du nombre de prix du meilleur acteur. Le livre East Asian Film Stars de 2002 décrit Leung comme « sans aucun doute l'un des acteurs hongkongais de sa génération au plus grand succès et à la plus grande reconnaissance, avec une grande filmographie très diversifiée ».
Il reçoit un Lion d'or pour l'ensemble de la carrière à la Mostra de Venise 2023.

## Biographie

### Jeunesse
Né à Hong Kong de parents originaires de Taishan dans le Guangdong, sa petite enfance est ponctuée des querelles de ses parents et de problèmes d'argent. Garçon plutôt espiègle dans ses premières années, sa personnalité change lorsque son père, joueur compulsif, abandonne sa famille quand il a huit ans. Il est alors élevé avec sa sœur cadette par sa mère,.
Leung est un enfant réticent et calme. Il déclare que ce sont ses expériences d'enfant qui ont ouvert sa voie à une carrière d'acteur, en lui permettant d'exprimer ouvertement ses sentiments :

« Vous ne savez pas ce qui se passe, mais un jour votre père disparaît. Et à partir de là, je ne pouvais plus communiquer avec personne. J'avais tellement peur de parler à mes camarades de classe, peur que si quelqu'un me dise quelque chose sur la famille, je ne sache pas quoi faire. Je me suis donc isolé. C'est pourquoi j'aime jouer, car je peux exprimer tous mes sentiments de la façon dont je n'ai pu le faire pendant si longtemps ». « Je suis une personne calme. Puis quand j'ai travaillé à la télévision, tout est sorti. J'ai pleuré et je n'ai pas eu honte. Le public pense que ce sont les sentiments du personnage, mais ce sont vraiment mes propres sentiments qui sortent tous d'un coup. »

### Carrière à la télévision
Après avoir abandonné ses études, Leung occupe divers emplois, comme commis d'épicerie dans la boutique de son oncle puis comme vendeur d'exposition dans un centre commercial. Vers 16 ans, il rencontre le futur acteur comique Stephen Chow qui l'encourage à devenir acteur et avec qui il est resté bon ami.
En 1982, il réussit les cours de formation de la chaîne TVB. En raison de son physique d'adolescent, il est choisi pour animer l'émission pour enfants 430 Space Shuttle (en). Leung joue aussi dans des comédies pendant ses années de télévision et devient connu grâce à elles. Ainsi, dans les années 1980, il est le « Petit tigre » des Cinq généraux tigres de TVB (les cinq acteurs les plus prometteurs de la chaîne) avec Andy Lau, Felix Wong, Michael Miu et Kent Tong. 
Il remporte un grand succès avec son rôle dans la série Police Cadet de 1984 (plus tard renommée Police Cadet 84 pour la distinguer de ses suites). Il incarne un jeune homme qui décide de devenir policier, aux côtés de Maggie Cheung, elle-aussi au début de sa carrière, qui joue une rat de bibliothèque timide et la voisine de Leung. Depuis lors, ils ont travaillé ensemble sur The Yang's Saga (en) (1985), Nos années sauvages (1991), The Eagle Shooting Heroes (1993), Les Cendres du temps (1994), In the Mood for Love (2000), Hero (2002), et 2046 (2005).
Interviewé par Wong Kar-wai, Leung déclare considérer Maggie comme son alter ego : « Maggie est une partenaire vraiment formidable, avec qui valser. Nous ne passons pas beaucoup de temps ensemble, car nous aimons garder un certain mystère entre nous. Chaque fois que je la vois, je découvre quelque chose de nouveau à son sujet ».

### Carrière au cinéma
Beaucoup considèrent que le rôle déterminant dans la carrière de Leung est celui qu'il tient dans À toute épreuve (1992) de John Woo. Mais sa première reconnaissance internationale est dû au film La Cité des douleurs (1989) de Hou Hsiao-hsien qui remporte le Lion d'or de la Mostra de Venise.
Il a beaucoup collaboré avec le réalisateur Wong Kar-wai, notamment avec ses rôles de joueur de poker à la fin de Nos années sauvages (1991), de policier esseulé dans Chungking Express (1994), de sabreur aveugle dans Les Cendres du temps (1994), d'expatrié homosexuel en Argentine dans Happy Together (1997), de journaliste victime d'adultère dans In the Mood for Love (2000), pour lequel il remporte le Prix d'interprétation masculine du Festival de Cannes, et d'écrivain de science-fiction dans 2046 (2004). Il s'entraîne au wing chun pendant cinq ans pour se préparer à son rôle de Ip Man dans The Grandmaster (2013) de Wong Kar-wai. Malgré cela, il s'est cependant cassé le bras à deux reprises pendant le tournage. 
Leung mène également une carrière comme chanteur de cantopop et de mandopop et a ainsi chanté le thème de Infernal Affairs avec Andy Lau.
En plus du cantonais, de l'anglais et de l'espagnol, Leung parle aussi le mandarin (avec un accent) et un peu le japonais (comme on peut l'entendre dans Tokyo Raiders (en)). Lust, Caution (2007) est le premier film en mandarin dans lequel il utilise sa propre voix (ses dialogues en mandarin dans Hero avaient été doublés).
Durant la promotion du film Hero (2002), certains politiciens et journalistes de Hong Kong ont attaqué Leung pour avoir exprimé l'avis que la répression des manifestations de la place Tian'anmen de 1989 était nécessaire pour maintenir la stabilité. Sous la pression politique constante et les menaces de boycott, Leung fait une unique déclaration selon laquelle il avait été cité hors contexte mais refuse de revenir sur sa déclaration au magazine. Cependant, le rédacteur en chef du magazine de cinéma soutient que la déclaration originale n'était pas hors contexte et avait incité les gens à lire l'interview au complet.
En 2014, il est sélectionné comme membre du jury de la Berlinale 2014.
À la fin des années 1990, il a du mal à percer à Hollywood car il refuse tout rôle qui dégraderait son image à Hong Kong. Jusqu'en 2019, il n'a donc fait aucun film à Hollywood. Il avait pourtant signé un contrat en 2005 avec un agent américain stipulant qu'il devait apparaître dans un film américain l'année suivante,.
Le 20 juillet 2019, il est annoncé dans le rôle du Mandarin dans l'univers cinématographique Marvel et apparaîtra dans Shang-Chi et la Légende des Dix Anneaux (2021),,.
En 2024 il est président du jury des longs-métrages du 37e Festival international du film de Tokyo. Son jury comporte notamment Ildikó Enyedi, Chiara Mastroianni et Johnnie To.

## Vie privée

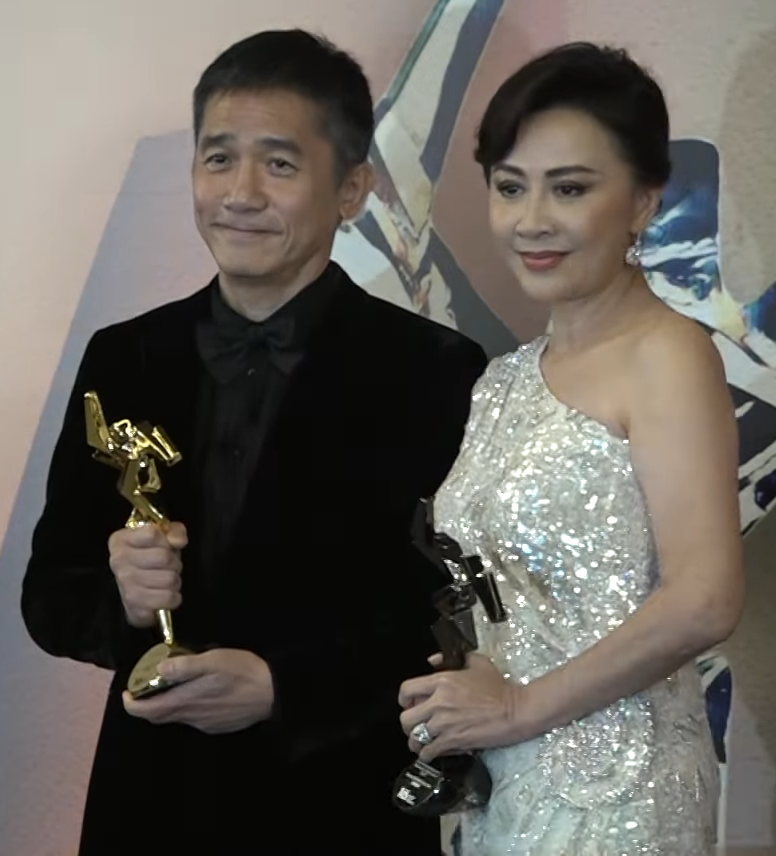
Tony Leung et Carina Lau, 2023.

### Relation et mariage avec Carina Lau
Tony Leung et l'actrice Carina Lau sont l'un des couples les plus médiatisés de Hong Kong. Ils se fréquentent pendant 19 ans avant de se marier au Bhoutan en 2008. Ils se connaissaient depuis The Replica en 1984, et ont travaillé ensuite ensemble sur Duke of Mount Deer (1984), Police Cadet (1984, 1985, 1988), The Yangs' Saga (1985), Nos années sauvages (1991), He Ain't Heavy, He's my Father (1993), Les Cendres du temps (1994), et 2046 (2005).
En 1990, durant le tournage de Nos années sauvages, Lau est enlevée pendant plusieurs heures par les triades. Wong Kar-wai déclare : « À l'origine, il y avait le projet de faire une deuxième partie à Nos années sauvages, et la scène mettant en vedette Leung était censée être la scène d'ouverture du deuxième film. Mais deux choses se sont produites, la première est que Nos années sauvages n'a pas bien marché à Hong Kong, alors les producteurs ont dit : « Pas de deuxième partie ! ». La seconde est l'enlèvement de Carina Lau ».
Le couple se marie le 21 juillet 2008 à l'hôtel Uma Paro au Bhoutan. Le mariage lui-même a coûté plus de trente millions de dollars de Hong-Kong HK$ et la bague de mariage Cartier de douze carats plus de dix millions de HK$. Parmi les invités se trouvaient la chanteuse Faye Wong, qui a chanté, et le réalisateur Wong Kar-wai,. Le mariage a créé une frénésie médiatique à Hong Kong, les entreprises dépensant des centaines de milliers de HK$ pour couvrir la fête de mariage.
Selon le Ming Pao, Faye Wong et son mari l'acteur Li Yapeng (en) les avaient emmenés en Inde en 2007 rencontrer le 17e Karmapa. Les conseils de ce dernier les ont aidés à résoudre une crise dans leur relation, et il leur a également suggéré de se marier au Bhoutan.

### Religion
Tony Leung est bouddhiste. Il a fait des dons pour la construction d'institutions bouddhistes, célébré son mariage dans la tradition bouddhiste, assisté à des rassemblements bouddhistes et fait la salutation namasté.

## Filmographie
- 1983 : Mad Mad 83
- 1985 : Young Cops
- 1986 : The Lunatics
- 1986 : Love Unto Waste
- 1987 : People's Hero
- 1987 : My Heart Is That Eternal Rose
- 1987 : Kai xin kuai huo ren
- 1988 : Roboforce
- 1989 : Seven Warriors
- 1989 : Two Painters
- 1989 : La Cité des douleurs
- 1990 : Une Balle dans la tête
- 1990 : Nos années sauvages
- 1991 : Don't Fool Me
- 1991 : The Tigers
- 1991 : Royal Scoundrel
- 1991 : Great Pretenders
- 1991 : The Banquet
- 1991 : Au revoir mon amour
- 1991 : Histoire de fantômes chinois 3
- 1992 : The Days of Being Dumb
- 1992 : Lucky Encounter
- 1992 : Come Fly the Dragon
- 1992 : À toute épreuve
- 1992 : Three Summers
- 1993 : Tom, Dick and Hairy
- 1993 : End of the Road
- 1993 : The Magic Crane
- 1993 : He Ain't Heavy... He's My Father
- 1993 : Butterfly and Sword
- 1993 : Hero – Beyond the Boundary of Time
- 1993 : The Eagle Shooting Heroes
- 1993 : Fantasy Romance
- 1994 : All of the Winners
- 1994 : The Returning
- 1994 : Chungking Express
- 1994 : Les Cendres du temps
- 1995 : Doctor Mack
- 1995 : Heaven Can't Wait
- 1995 : Cyclo
- 1996 : Blind Romance
- 1996 : War of the Underworld
- 1997 : New Mad Mission
- 1997 : The Longest Nite
- 1997 : Happy Together
- 1998 : Chinese Midnight Express
- 1998 : Timeless Romance
- 1998 : Les Fleurs de Shanghai
- 1998 : Your Place or Mine
- 1999 : Jackie Chan à Hong Kong
- 2000 : Tokyo Raiders
- 2000 : In the Mood for Love
- 2001 : Fighting for Love
- 2001 : Healing Hearts
- 2001 : Love Me, Love My Money
- 2002 : Chinese Odyssey 2002
- 2002 : Hero
- 2002 : Infernal Affairs
- 2003 : My Lucky Star
- 2003 : Infernal Affairs 3
- 2003 : Sound of Colors
- 2004 : 2046
- 2004 : Super Model
- 2005 : Seoul Raiders
- 2007 : Lust, Caution
- 2008 : Les Trois Royaumes - 1re partie
- 2009 : Les Trois Royaumes - 2e partie
- 2011 : Le Grand magicien
- 2012 : The Silent War (en)
- 2013 : The Grandmaster
- 2016 : Hema Hema: Sing Me a Song While I Wait
- 2016 : See You Tomorrow
- 2018 : Monster Hunt 2
- 2018 : Europe Raiders (en)
- 2021 : Where the Wind Blows
- 2021 : Shang-Chi et la Légende des Dix Anneaux : Xu Wenwu / le Mandarin
- 2023 : Once Upon a Time in Hong Kong
- À venir : Silent Friend

## Distinctions
- Festival de Cannes 2000 : Prix d'interprétation masculine pour In the Mood for Love
- Golden Horse Film Festival
  - Prix du meilleur acteur en 2007 (Lust, Caution)
  - Prix du meilleur acteur en 2003 (Infernal Affairs)
  - Prix du meilleur acteur en 1994 (Chungking Express)
- Hong Kong Film Awards Prix du meilleur acteur. nommé 11 fois, en a remporté 6.
  - 2024 Prix du meilleur acteur (Once Upon a Time in Hong Kong)
  - 2014 nommé pour le Prix du meilleur acteur (The Grandmaster)
  - 2012 nommé pour le Prix du meilleur acteur (The Silent War)
  - 2009 nommé pour le Prix du meilleur acteur (Red Cliff)
  - 2007 nommé pour le Prix du meilleur acteur (Confession of Pain)
  - 2005 Prix du meilleur acteur (2046)
  - 2003 Prix du meilleur acteur, for his role as the undercover cop Yan (Infernal Affairs)
  - 2001 Prix du meilleur acteur (In the Mood for Love)
  - 1999 nommé pour le Prix du meilleur acteur (Longest Nite)
  - 1998 Prix du meilleur acteur(Happy Together)
  - 1995 Prix du meilleur acteur (Chungking Express)
  - 1993 nommé pour le prix du meilleur second rôle masculin (Hard-Boiled)
  - 1990 Prix du meilleur second rôle masculin (My Heart Is That Eternal Rose)
  - 1988 Prix du meilleur second rôle masculin (People's Hero)
  - 1987 nommé pour le Prix du meilleur acteur (Love Unto Waste)
- Golden Rooster Award: Prix du meilleur acteur en 2023 (Hidden Blade)
- Hong Kong Film Critics Society Awards : Prix du meilleur acteur en 2004 (2046)
- Asian Film Awards : Prix du meilleur acteur en 2008 (Lust, Caution); Prix du meilleur acteur en 2023 (Where the Wind Blows)
- Mostra de Venise 2023 : Lion d'or pour l'ensemble de la carrière

## Voix françaises
| - Serge Faliu dans : - À toute épreuve - Chungking Express - Shang-Chi et la Légende des Dix Anneaux - Bruno Choël dans : - The Longest Nite - 2046 - Pierre Baux dans : - Infernal Affairs - Infernal Affairs 3 | - Thibault de Montalembert dans : - Les Trois Royaumes - The Grandmaster Et aussi : - Pierre-François Pistorio dans Une balle dans la tête - Pascal Légitimus dans Histoire de fantômes chinois 3 - Alexandre Gillet dans Happy Together - Cédric Dumond dans Jackie Chan à Hong Kong - Franck Capillery dans In the Mood for Love - Francis Lalanne dans Hero |